# 卡洛斯·布兰科
卡洛斯·布兰科（西班牙語：Carlos Blanco，1927年3月5日—2011年1月9日），墨西哥男子足球运动员，司职前锋。他曾代表墨西哥国家队参加1954年和1958年国际足联世界杯，结果队伍止步小组赛阶段。